# 瑞秋·瑪格里斯
瑞秋·瑪格里斯（英語：Rachel Margolis，1921年10月28日—2015年7月15日），立陶宛的女生物學家暨游擊隊軍人，她也是納粹大屠殺倖存者，而後成為納粹大屠殺的歷史學家，在立陶宛建立唯一一座相關研究博物館。

## 生平
1921年，瑪格里斯生於立陶宛的首都維爾紐斯，1941年當納粹佔領立陶宛時，她被送到一個基督徒家庭生活。1942年9月，瑪格里斯基於自己生為猶太人，毅然決然自願進入納粹為猶太人隔離的維爾紐斯猶太區，並參與地下的抗爭團體，加入聯合游擊隊組織，其為同一年年初，以色列詩人阿巴·科夫納所創立，目標是號召歐洲猶太人反抗第二次世界大戰中的納粹。瑪格里斯曾寫道，「所有人都渴望戰鬥⋯我們的任務是拿到武器待命備戰，一切都是為了在維爾紐斯猶太區揭竿起義。即使我們戰死也是光榮的，向人類證明了我們並非溫順待宰的羔羊。」
1943年6月，海因里希·希姆萊下令消滅維爾紐斯猶太區，4000名猶太居民被載往死亡集中營並遭到殺害，另有4000人被載到勞改營。瑪格里斯和她未來的丈夫逃到附近的森林中，成為數百位倖存者之一。他們曾感染斑疹傷寒但存活下來，繼續他們的抗爭運動，加入另一個抗爭小組，並炸毀了德國的基礎設施。瑪格里斯也是她的家族中，唯一的大屠殺倖存者。

## 戰後生活
二次大戰後，瑪格里斯攻讀並取得生物學博士，擔任教職直至1980年代尾聲。她協助建立了立陶宛唯一的大屠殺博物館，也就是維爾紐斯的綠屋（英語：The Green House）；她在抗爭運動中的貢獻，獲得了美國國會和英國上議院的表揚。
2010年，瑪格里斯出版了回憶錄《維爾紐斯的游擊軍 》(英語：A Partisan of Vilna）談及了她與聯合游擊隊組織的抗爭行動、一起逃離維爾納猶太人區，以及與游擊隊一起在立陶宛森林中度過的時光，積極執行破壞任務種種。
瑪格里斯發現並出版了記者卡齊米耶茲·薩克維茨遺失已久的日記，其為波蘭基督教記者，他目睹了維爾紐斯郊外的波納里大屠殺，成千上萬的猶太人遇害。瑪格里斯組合了檸檬水瓶中找到的碎紙片，1941 年日曆上的文字以及在蘇聯統治下無法訪問的檔案中的其他文件，藉此重建了薩科維茨的日記。
從2008年起，立陶宛政府以調查科紐黑大屠殺的名義，打算質詢瑪格里斯，當時蘇聯和猶太游擊隊殺害了至少38名平民。 立陶宛報紙因而稱她為「恐怖分子和兇手」
。
瑪格里斯也曾居住於以色列的雷霍沃特。